# Pedro de Amorim Viana
Pedro de Amorim Viana (Lisboa, 21 de dezembro de 1822 — Lisboa, 25 de dezembro de 1901) foi um filósofo e matemático português, professor da Academia Politécnica do Porto (1850-1883) e uma das figuras de maior relevo do pensamento especulativo português, iniciador do ciclo contemporâneo da filosofia portuguesa que teve no Porto o seu pólo irradiador.
Em paralelo com a carreira de docente de Matemática, Amorim Viana afirmou-se como figura cimeira do pensamento especulativo português oitocentista. Foi o fundador do núcleo contemporâneo português de Filosofia e por muitos considerado o "primeiro filósofo nacional". Foi, também, um publicista fervoroso, autor de numerosos textos publicados nos mais diversos periódicos, em particular nos do Porto.
O pensamento filosófico de Pedro Amorim Viana, encontra-se expresso no livro Defesa do Racionalismo ou Análise da Fé (1866) e nos artigos que, de certo modo, o preparam, publicados na revista portuense A Península (1852-1853), apresenta-se de feição racionalista e espiritualista, tendo como referências principais Platão, Bento de Espinoza, Gottfried Leibniz e Immanuel Kant.
Encontra-se colaboração da sua autoria na revista Renascença (1878-1879?).

## Biografia
Pedro de Amorim Viana nasceu a 21 de dezembro de 1822, na rua do Caldeira (atual Rua Fernandes Tomás), freguesia de Santa Catarina do Monte Sinai, em Lisboa. Era o filho mais novo de João António de Amorim Viana e de Maria Felizarda O'Neill de Amorim. Foi batizado a 16 de abril de 1823, teve Pedro Rodrigues Bandeira por padrinho.
Com oito anos de idade ficou órfão de mãe e quando contava dez anos, faleceu-lhe o pai.
Aos 16 anos terá ingressado no colégio D, Pedro de Alcântara, em Fontenay-aux-Roses, arredores de Paris. O colégio, fundado em 1838 por José da Silva Tavares, acolhia estudantes portugueses e brasileiros.
Em 1842 matriculou-se na Universidade de Coimbra, no 1.º Ano Matemático, na classe de Ordinário, e no 1.º Ano Filosófico.
Uma vez concluída a formação académica em 1848, Amorim Viana regeu a cadeira de Lógica no Liceu Nacional de Lisboa e integrou o corpo docente da Academia Politécnica do Porto.
Em finais de 1850 foi proposto pelo Conselho Superior de Instrução Pública para lecionar Filosofia Racional e Moral e Princípios de Direito Natural. Tomou posse em janeiro de 1851.
A 9 de junho de 1851, Amorim Viana foi nomeado lente substituto da Secção de Matemática da Academia Politécnica do Porto, passando a residir na rua Chã. Tomou posse do lugar em 21 de junho desse ano. Em Outubro, ofereceu-se para substituir Vitorino Damásio na regência da cadeira de Geometria Descritiva e, em 1852, quando este viajou para a ilha da Madeira por motivos de saúde, Pedro Amorim Viana assumiu, também, a docência de Mecânica. Em 1858 foi promovido a lente proprietário da 2.ª cadeira - "Cálculo diferencial, integral, das diferenças e das variações ou Cálculo Diferencial e Integral; Geometria Descritiva, 2.ª parte", que lecionou até 1869 (nomeado pelo decreto de 9 de novembro de 1858 e carta régia de 6 de junho de 1859, tomou posse a 1 de agosto desse ano).
Características de personalidade não lhe granjearam simpatias na sociedade do tempo. Valeram-lhe, antes, sérios dissabores no meio académico, chegando a ser suspenso da Academia Politécnica durante vários meses. Foi por esta ocasião que publicou o folheto "Análise do Curso Elementar de Filosofia de A. Ribeiro da Costa e Almeida" (1864) e a sua grande obra filosófica "Defesa do Racionalismo ou Análise da Fé" (1866), a qual foi incluída no "Index Librorum Proibitorum" a 17 de dezembro desse ano. Em 1873 publicou a tradução das "Memórias de Madame Lafarge".
Quando regressou à Academia Politécnica do Porto, lecionou a 3.ª cadeira – "Geometria descritiva, mecânica racional; cinemática das máquinas" (entre 1869 e 1879). A 10 de agosto de 1876 já era lente proprietário da 2.ª cadeira, Secção de Matemática.
Pedro de Amorim Viana jubilou-se em 1883. Deste ano em diante, o excêntrico "Newton", como ficou conhecido nos meios académicos, recolheu-se junto da família, em Setúbal.
Colaborou n'"A Península. Semanário Literário e Instrutivo" entre 1852 e 1853, que ajudara a fundar e onde assinou reflexões filosóficas, artigos de divulgação científica e de intervenção política. Colaborou também n' "O Clamor Público", no "Diário do Povo", n'"O Instituto. Jornal Científico e Literário", de Coimbra (no qual editou um primeiro trabalho matemático intitulado "Evolução em Série dos Co-senos e dos Senos dos Arcos Múltiplos", 1864), n'"O Nacional", n'"A Gazeta Democrática do Povo (Do Povo para o Povo)", n'"O Vimaranense", no "Jornal de Ciências Matemáticas e Astronómicas", de Gomes Teixeira, n' "O Ensino. Jornal do Colégio Portuense. Dedicado aos pais", n'"A Renascença. Órgão dos Trabalhos da Geração Moderna" e no "Museu Ilustrado. Álbum Literário" da Sociedade Atena.
Faleceu a 25 de dezembro de 1901 no n.º 89 da rua da Estrela, em Lisboa. Foi sepultado no Cemitério dos Prazeres.

## Obras
- Analyse do Curso elementar de philosophia de A. Ribeiro da Costa e Almeida (1864)
- Defeza do racionalismo ou analyse da fe (1866)
- A sociedade e a familia com um juizo critico (1867)

Póstumos:
- Proudhon e a cultura portuguesa (1966)
- Obras escolhidas (1982)
- Escritos filosóficos (1993)